# Сульфаніламідні препарати
Сульфаніламідні препарати — перші хіміотерапевтичні протибактеріальні засоби широкого спектра дії — є похідними аміду сульфанілової кислоти.
У 1935 році німецький мікробіолог Герхард Домагк відкрив антимікробні властивості фарби пронтозилу (червоного стрептоциду) і ввів його в медичну практику, за що був відзначений Нобелівською премією з фізіології і медицини (1939). Починаючи з 1937 року було синтезовано і вивчено велику кількість похідних аміду сульфанілової кислоти, що дало можливість вивчити залежність між хімічною будовою і їхньою протимікробною активністю. Зокрема, встановлено, що носієм протимікробних властивостей є бензольне кільце в поєднанні з амінною групою, яка повинна бути відкритою. Заміщення в ній атомів водню на будь-які радикали недопустиме, бо у цьому разі повністю зникають протимікробні властивості, за винятком випадків, коли такі радикали в організмі відщеплюються. Це характерно, наприклад, для фталазолу. Заміщення атомів водню бензольного кільця теж недоцільне, бо це також знижує протимікробну активність. Лише заміщення атому водню амідогрупи на різноманітні радикали відкрило шлях для синтезу сульфаніламідних засобів з вищою активністю, ширшим протимікробним спектром і значною тривалістю дії.

Хімічна структура аміду сульфанілової кислоти

## Класифікація
В основу сучасної класифікації сульфаніламідних засобів покладені такі фармакокінетичні параметри як всмоктуваність у шлунково-кишковому тракті і тривалість дії.
За швидкістю всмоктування розрізняють:
- препарати, які добре всмоктуються при пероральному прийомі, тому проявляють резорбтивну дію (сульфадимезин, сульфацил-натрій, етазол, сульфадиметоксин, сульфапіридазин, уросульфан, сульфален);
- препарати, які погано всмоктуються в шлунково-кишковому тракті, тому проявляють свою дію в кишці (фталазол, сульгін, фтазин).

Крім цього, в окрему групу виділяють препарати для зовнішнього застосування. Це, найперше, добре розчинні натрієві солі сульфаніламідів (сульфацил-натрій, сульфаметоксипіридазин), солі срібла (сульфазин срібла, сульфатіазол срібла) і ацетати сульфаніламідів (мафенід).
За тривалістю дії сульфаніламіди системної дії поділяють на:
- препарати короткої дії — до 8 год. (сульфадимезин, етазол, етазол-натрій, уросульфан, сульфацил-натрій);
- препарати середньої тривалості дії — 8-16 год. (сульфадіазин, сульфаметоксазол, сульфаметрол);
- препарати тривалої дії — 24-28 год. (сульфадиметоксин, сульфаметрол);
- препарати надтривалої дії — понад 7 днів (сульфален).

## Фармакологічна дія
Сучасні сульфаніламідні препарати мають спільний спектр і механізм протимікробної дії. Вона ґрунтується на конкурентному антагонізмі сульфаніламідних засобів і параамінобензойної кислоти. Вплив сульфаніламідних засобів і параамонібензойної кислоти на життєдіяльність мікроорганізмів є прямо протилежним. Параамінобензойна кислота у живих мікроорганізмах перетворюється на дигідрофолієву, а потім на тетрагідрофолієву кислоти. Остання бере участь у синтезі пуринів, піримідинів і нуклеїнових кислот. Ці продукти є вкрай необхідні для синтезу білків, ферментів, розвитку і розмноження мікроорганізмів.
Резистентність до сульфаніламідів розвивається внаслідок мутації мікробних клітин. Це може проявлятися накопиченням надмірної кількості параамінобензойної кислоти, змінами структури і властивостей відповідних бактерійних ферментів або втратою проникності мембран збудників для сульфаніламідних препаратів.
Сульфаніламіди належать до хіміотерапевтичних засобів широкого спектра дії. Найчутливішими до них виявились:
- бактерії — стрептококи, стафілококи, пневмококи, менінгококи, гонококи, кишкова паличка, сальмонели, холерний вібріон, сибіркова паличка, актиноміцети, гемолітична паличка;
- хламідії —збудники трахоми, орнітозу, хламідійної лімфогранульоми;
- найпростіші — малярійні плазмодії, токсоплазми;
- патогенні гриби — кокцидії, збудники гістоплазмозу.